# Breite Straße 48 (Quedlinburg)

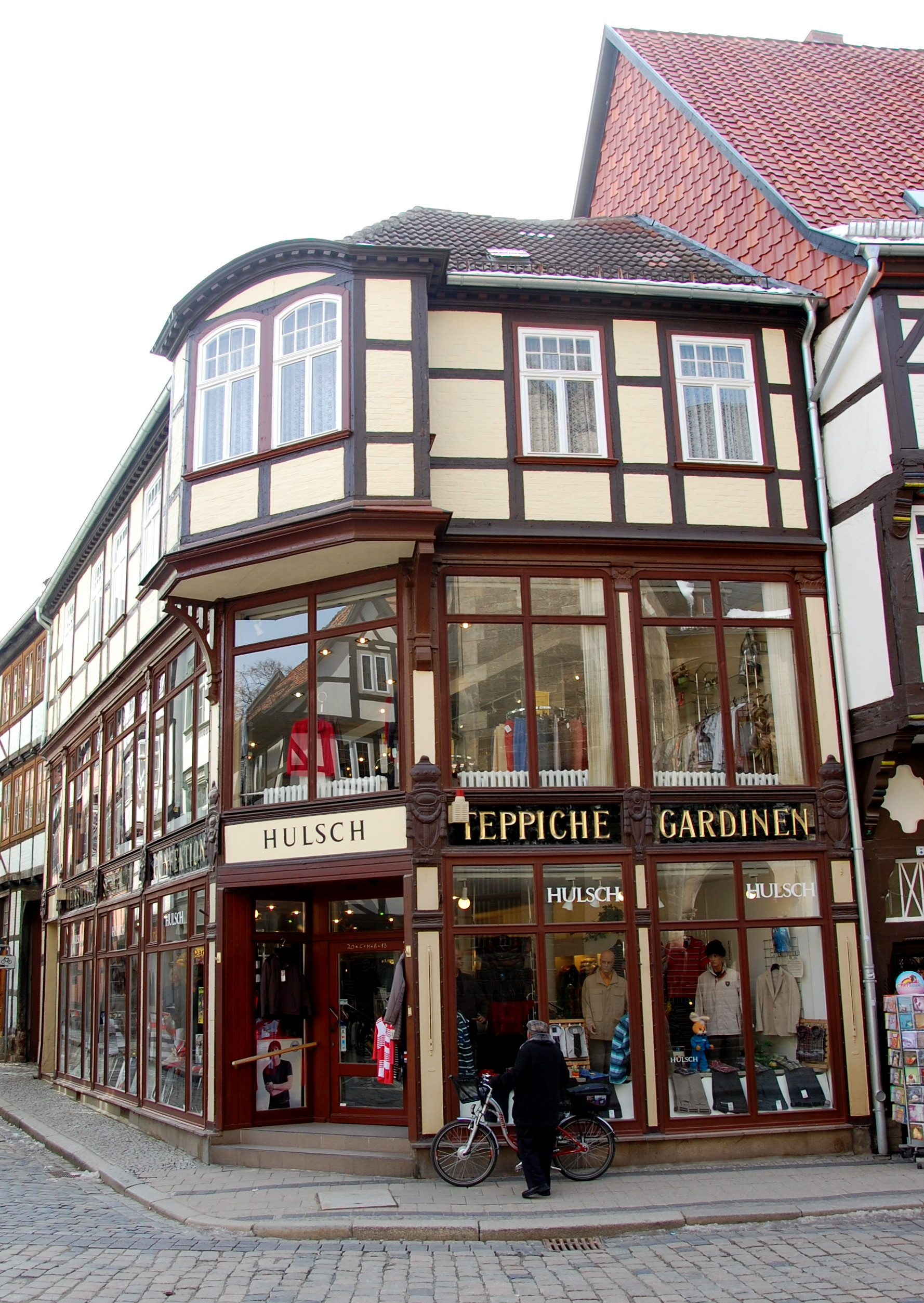
Haus Breite Straße 48

Das Haus Breite Straße 48 ist ein denkmalgeschütztes Gebäude in der Stadt Quedlinburg in Sachsen-Anhalt.

## Lage
Es befindet sich nordöstlich des Marktplatzes der Stadt an der Einmündung der Straße Stieg auf die Breite Straße und gehört zum UNESCO-Weltkulturerbe. Im Quedlinburger Denkmalverzeichnis ist es als Wohn- und Geschäftshaus eingetragen. Südlich grenzt das gleichfalls denkmalgeschützte Haus Breite Straße 49 an.

## Architektur und Geschichte
Das dreigeschossige Fachwerkhaus entstand in der Zeit um 1780. Markant ist ein zur Straßenecke ausgerichteter Erker im obersten Stockwerk. Erdgeschoss und erstes Obergeschoss wurden im Zeitraum 1905/1910 grundlegend umgebaut. Für die Einrichtung eines Kaufhauses wurde die Fachwerkkonstruktion durch eine Konstruktion aus Stahl ersetzt. Die Gestaltung erfolgte im Jugendstil, wobei auch neoklassizistische Elemente zum Einsatz kamen.